# Sugarloaf Hill (King George Island)
Der Sugarloaf Hill (englisch; polnisch Głowa Cukru ‚Zuckerhut‘) ist ein 104 m hoher Hügel auf King George Island im Archipel der Südlichen Shetlandinseln. Er ragt zwischen der Landspitze Blue Dyke und dem Windy Glacier am Ufer der Admiralty Bay auf.
Polnische Wissenschaftler benannten ihn deskriptiv.